# Nicholas Westaway

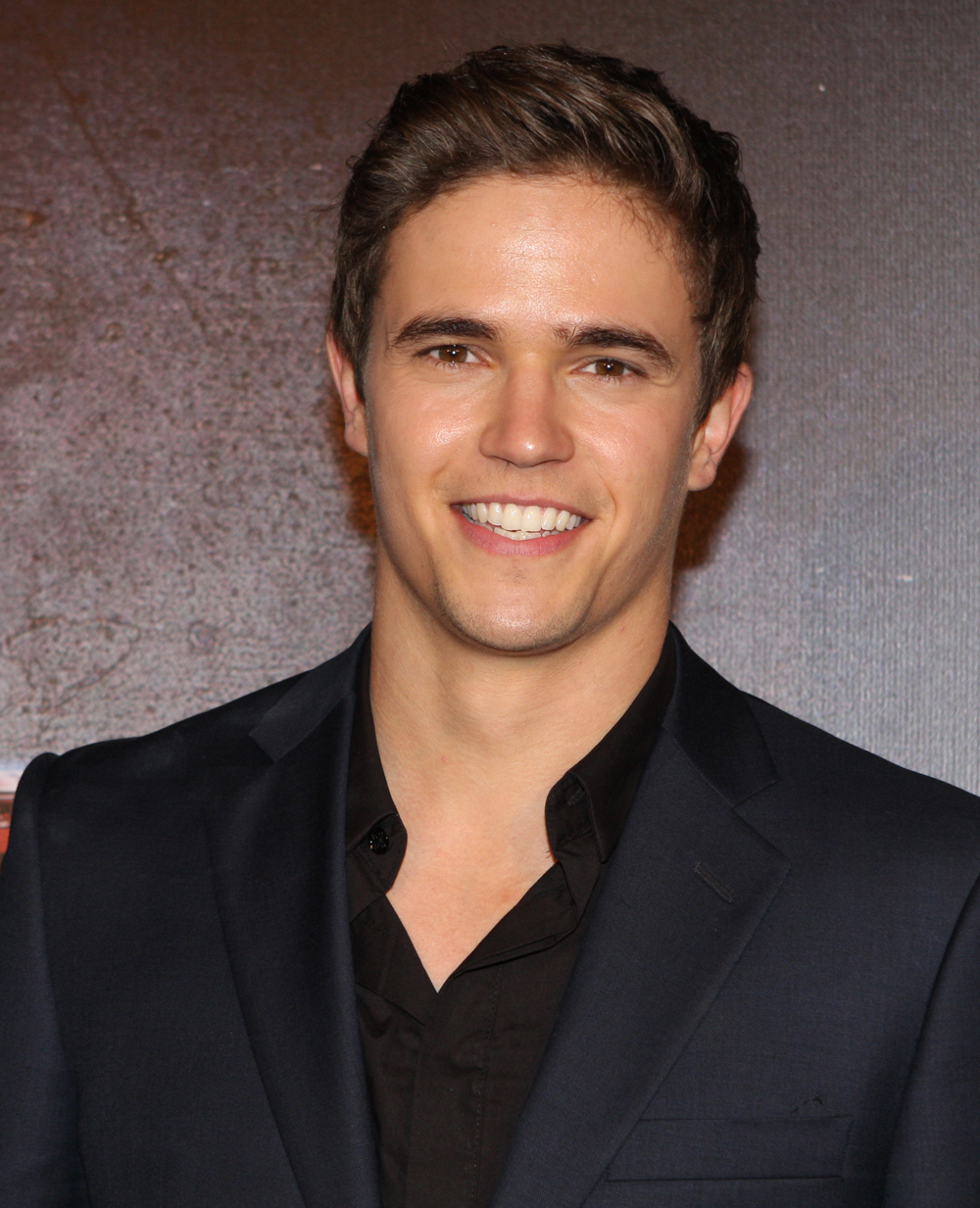
Nicholas Westaway auf der Premiere zum Film Man of Steel im Juni 2013 in Sydney

Nicholas „Nic“ Westaway (* 20. Januar 1989 in Margaret River, Western Australia) ist ein australischer Schauspieler.

## Leben
Nicholas Westaway wurde im Januar 1989 in Margaret River, Western Australia, geboren und wuchs dort mit zwei Brüdern auf. In seiner Jugend lernte er Gitarre und Klavier. Außerdem hat er mehrerer Sportart wie Basketball, Volleyball und Surfen ausgeübt. Seine Entscheidung für die Schauspielerei entschied er während seiner Highschool-Zeit, als er am Schauspielunterricht teilnahm. Er erhielt ein Sport-Studium an der University of Western Australia, das er allerdings für die Schauspielerei abbrach. Im Alter von 19 Jahren zog er nach Perth und besuchte die Western Australian Academy of Performing Arts, die er 2011 abschloss. Seit Ende 2011 lebt er in Sydney.
Zwischen 2009 und 2011 war er in den Kurzfilmen Running: A Western Australian Short, Happy Haven und Bonsai zu sehen. Sein Durchbruch gelang ihm mit der Rolle des Kyle Braxton in der Seifenoper Home and Away, in der er seit dem 8. August 2012 zu sehen ist.

## Filmografie
- 2009: Running: A Western Australian Shor (Kurzfilm)
- 2010: Happy Haven (Kurzfilm)
- 2011: Bonsai (Kurzfilm)
- seit 2012: Home and Away (Seifenoper)